# Racopilum mauritianum
Racopilum mauritianum là một loài rêu trong họ Racopilaceae. Loài này được Müll. Hal. ex Besch. mô tả khoa học đầu tiên năm 1880.